# Абусеитова, Меруерт Хуатовна
Меруерт Хуатовна Абусеитова (каз. Меруерт Қуатқызы Әбусейітова; род. 15 июля 1951, Алма-Ата) — советский и казахстанский историк-востоковед, доктор исторических наук (1998), профессор (2001), член-корреспондент HAH PK (2013).

## Биография
Родилась 15 июля 1951 в Алма-Ате. Отец — Куат Аширбекович Абусеитов (1925—2003), кинорежиссёр; мать — Майра Бекжумановна Абусеитова (1 мая 1925, Акмолинск, Киргизская АССР — 10 октября 1996, Алма-Ата) — советская актриса, кинорежиссёр.
Окончила Казахский государственный университет им. С. М. Кирова (1974) и аспирантуру Ленинградского отделения Института востоковедения Академии наук СССР (1977). В 1979 г. защитила кандидатскую диссертацию на тему «Казахское ханство во второй половине XVI столетия».
Доктор исторических наук, тема диссертации: «Казахстан и Центральная Азия: политические, международные и культурные связи (XV—XVII вв.)» (1997). Профессор.
В 1978—1992 годах — младший, старший научный сотрудник отдела востоковедения Института истории, археологии и этнографии Академии наук Казахстана.
В 1992—1996 годах — заведующая отделом — заместитель директора Центра востоковедения Академии наук Казахстана (сейчас Институт востоковедения имени Р. Б. Сулейменова). В 1998—2013 годах — директор института. С 2013 года — директор Республиканского информационного центра по изучению исторических материалов при Институте востоковедения имени Р. Б. Сулейменова.
Основные научные направления: история и культура кочевых обществ, история взаимодействия культур и религий Казахстана со странами Центральной Азии и Востока.
Инициатор и организатор научной серии «Казахстанские востоковедные исследования» (издано более 30 книг).
Автор более 200 трудов на казахском, русском, английском, французском, турецком и персидском языках, из них 8 монографий и 3 учебника.
Награждена орденами «Құрмет» (2004) и «Парасат» (2007), нагрудными знаками «За заслуги в развитии образования Республики Казахстан» (2003); «За заслуги в развитии науки Республики Казахстан» (2004); медалью «Қазақстан Республикасының тəуелсіздігіне 20 жыл» (2011).
Автор книг:
- Письменные источники по истории и культуре Казахстана и Центральной Азии XIII—XVIII вв. = Written sources on history and culture of Kazakhstan and Central Asia XIIIth — XVIIIth centuries : (Библиогр. обзоры) / М. Х. Абусеитова, Ю. Г. Баранова. — Алматы : Дайк-пресс, 2001. — 420, [2] с., [2] л. цв. ил.; 22 см. — (Серия «Казахстанские востоковедные исследования» / Ин-т востоковедения им. Р. Б. Сулейменова М-ва образования и науки Респ. Казахстан).; ISBN 9965-441-59-6
- Казахское ханство во второй половине XVI века / М.X. Абусеитова ; Академия наук Казахской ССР, Институт истории, археологии и этнографии им. Ч. Ч. Валиханова. — Издательство Наука Казахской ССР, 1985. — 104 с.
- "Утемиш-хаджи «Чингиз-наме» (1992, комментарии и указатели),
- «Казахстан и Центральная Азия в XV—XVII вв.: история, политика, дипломатия» (1998),
- История Казахстана и Центральной Азии. Дайк-Пресс, 2001 — Всего страниц: 611
- «История и культура малочисленных народов Казахстана» (2001, в соавт.).

Муж: Казгулов Болат Ахметжанович, директор издательства «Дайк-Пресс». Дети: сын — Куаныш (1981 г.р.), дочь — Айнур (1990 г.р.)